# Induktív csatolású plazma atomemissziós spektrometria

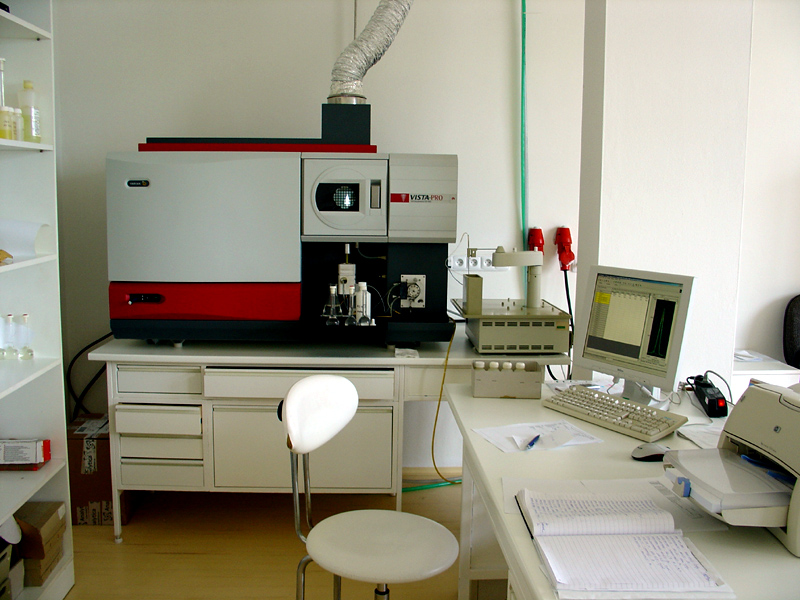
ICP-AES készülék

Az induktív csatolású plazma atomemissziós spektrometria (ICP-AES), vagy más néven induktív csatolású plazma optikai emissziós spektrometria (ICP-OES) nyomelemek meghatározására szolgáló műszeres analitikai módszer.
Ennél az emissziós spektroszkópiai módszernél induktív csatolású plazma segítségével állítják elő a gerjesztett atomokat és ionokat, melyek aztán az adott kémiai elemre jellemző hullámhosszúságú elektromágneses sugárzást bocsátanak ki. Az emittált sugárzás intenzitása kapcsolatban van a mintában előforduló elem koncentrációjával.

## Működési elv
Az ICP-AES két részből áll, a plazmagenerátorból és egy optikai spektrométerből. Az ICP égő 3 koncentrikus kvarcüveg csőből áll. Az égőt egy rádiófrekvenciás (RF) generátor vízhűtéses tekercse veszi körül. A plazmát általában argongázból állítják elő.
Amikor az égőt bekapcsolják, az RF generátor erős mágneses teret hoz létre. A plazmát úgy gyújtják be, hogy az áramló argongázban egy Tesla-tekerccsel szikrakisülést hoznak létre. A nagyfrekvenciás térben az argongáz ionizálódik, és sajátos forgásszimmetriájú áramlási mintázat szerint áramlik az RF tekercs mágneses mezeje felé, ahol a töltött részecskék és a semleges argonatomok közötti rugalmatlan ütközések révén stabil, magas hőmérsékletű – 6000–8000 K-es – plazma keletkezik.
A vizes vagy szerves oldószeres mintaoldatot perisztaltikus pumpa segítségével vezetik a porlasztóba, ahonnan a porlasztott oldat közvetlenül a plazmába jut. A minta a plazmában az elektronokkal és más töltött részecskékkel történő ütközések révén töltött ionokra esik szét. A molekulák az őket alkotó atomokra bomlanak, melyek aztán elektront adnak le és vesznek fel, miközben az elemre jellemző karakterisztikus hullámhosszúságú sugárzást bocsátják ki.
A plazmalángot egy meghatározott ponton „elvágják”, többnyire nitrogén vagy száraz sűrített levegő segítségével. Ezután az emittált fényt 1 vagy 2 továbbító lencsével fókuszálják a diffrakciós rácsra, ahol az összetevőire bomlik. A kibocsátott fény intenzitását az egyes elemekre specifikus hullámhossznál elhelyezett fotoelektron-sokszorozó csövekkel mérik.
Az egyes vonalak intenzitását a korábban mért, az elem ismert koncentrációjának megfelelő intenzitásokhoz hasonlítják, majd a mintában levő koncentrációt a kalibráló egyenes extrapolálásával/interpolálásával számítják ki.

## Alkalmazásai
Az ICP-AES számos lehetséges alkalmazásai közül példa a fémek meghatározása borokban, arzén meghatározása élelmiszerekben és a fehérjékhez kötött nyomelemek mérése.

## Lásd még
- Atomabszorpciós spektroszkópia

## Fordítás
- Ez a szócikk részben vagy egészben az Inductively coupled plasma atomic emission spectroscopy című angol Wikipédia-szócikk ezen változatának fordításán alapul.  Az eredeti cikk szerkesztőit annak laptörténete sorolja fel. Ez a jelzés csupán a megfogalmazás eredetét és a szerzői jogokat jelzi, nem szolgál a cikkben szereplő információk forrásmegjelöléseként.

## Külső hivatkozások
- ICP angolul
- ICP-AES gyakorlat, Debreceni Egyetem Archiválva 2009. május 21-i dátummal a Wayback Machine-ben